# Gottfried Wunder
Gottfried Wunder (* 23. Oktober 1912 in Himmelberg, Kärnten; † 7. Juni 1972 ebenda) war ein österreichischer Politiker (ÖVP).

## Leben
Nach Besuch der Volks- und Mittelschule fand Gottfried Wunder als Angestellter in der Privatwirtschaft Arbeit. 1933 wurde er zum Sekretär der Christlichen Gewerkschaften Kärntens ernannt; um nur ein Jahr später, 1934, Referent in der Kärntner Arbeiterkammer zu werden. Während des Zweiten Weltkriegs war Gottfried Wunder Zivilangestellter bei verschiedenen Wehrmachtsdienststellen.
Nach dem Krieg zog Wunder 1945 als Abgeordneter der ÖVP in den Kärntner Landtag ein. 1946 folgte seine Wahl zum Vizepräsidenten der Kärntner Arbeiterkammer. Im März 1953 wurde er schließlich in Wien als Abgeordneter zum Nationalrat vereidigt. Dem Parlament gehörte er bis Juni 1959 an.